# Ziemie księżycowe
Ziemie księżycowe (łac. Terra) – jasne obszary nazywane lądami w odróżnieniu od ciemnych mórz na powierzchni Księżyca. Podobnie jak księżycowe morza zostały nazwane przez Giovanniego Battistę Riccioliego, lecz ich nazwy otrzymały przeciwstawne znaczenie niż nazwy mórz. Przykładem jest Terra Sterilitatis (Ziemia Sterylności), Terra Caloris (Ziemia Ciepła) i Terra Vitae (Ziemia Żywotności). Jednak nazwy księżycowych równin nie są już obecnie stosowane i termin Terrae nie jest oficjalnie uznany za standard księżycowej nomenklatury Międzynarodowej Unii Astronomicznej.
| Nazwa                      | Znaczenie          | Przybliżona pozycja                                                     |
| -------------------------- | ------------------ | ----------------------------------------------------------------------- |
| Insula Ventorum            | Wyspa Wiatrów      |                                                                         |
| Peninsula Fulminu          | Półwysep Grzmotu   | obszar pomiędzy Mare Humorum a Oceanus Procellarum                      |
| Terra Caloris              | Ziemia Ciepła      | południowo-zachodni obszar widocznej strony                             |
| Terra Fertilitatis         | Ziemia Żywotności  | południowo-wschodni obszar widocznej strony                             |
| Terra Grandinis            | Ziemia Gradu       | północna granica Mare Imbrium                                           |
| Terra Manna                | Ziemia Manny       | obszar pomiędzy Mare Tranquillitatis, Mare Fecunditatis i Mare Nectaris |
| Terra Niuiu (Terra Nivium) | Ziemia Śniegów     | wschodnia granica Mare Imbrium                                          |
| Terra Pruinæ               | Ziemia Mrozu       | północno-zachodnia granica Mare Imbrium                                 |
| Terra Sanitatis            | Ziemia Zdrowia     | centralny obszar pomiędzy Mare Nubium a Mare Tranquillitatis            |
| Terra Siccitatis           | Ziemia Suchości    | północno-zachodni obszar widocznej strony                               |
| Terra Sterilitatis         | Ziemia Sterylności |                                                                         |
| Terra Vigoris              | Ziemia Radości     | obszar na południowy wschód od Mare Crisium                             |
| Terra Vitæ                 | Ziemia Żywotności  | północno-wschodni obszar widocznej strony                               |